# Savignia naniplopi
Savignia naniplopi là một loài nhện trong họ Linyphiidae.
Loài này thuộc chi Savignia. Savignia naniplopi được miêu tả năm 2002 bởi Bosselaers & Henderickx.